# Балтийская крейсерская таможенная флотилия
Балтийская крейсерская таможенная флотилия — объединение кораблей Балтийского флота, созданное указом Александра II 4 июля 1873 года.

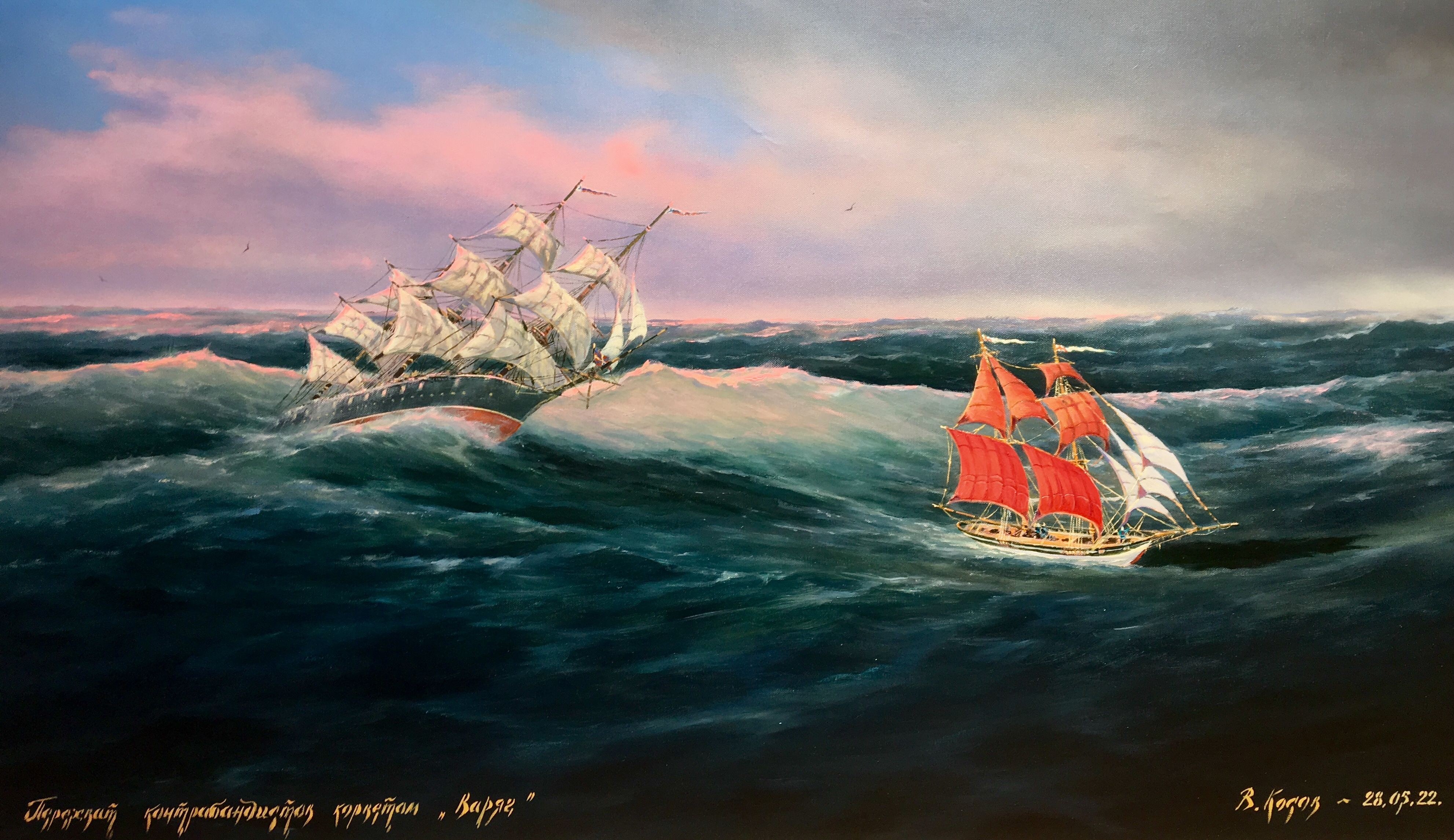
Балтийская крейсерская флотилия. Перехват контрабандистов корветом Варяг — 1872—1873 гг.

## История
Инициатива создания флотилии принадлежала Министерству финансов Российской империи, затем формирование длительное время находилось в ведении данного министерства. Основная задача флотилии — несение таможенной крейсерской службы вдоль Балтийского побережья. В военное время использование в крейсерской войне. Первым командующим флотилией был назначен контр-адмирал П. Я. Шкот.
На 1880 год флотилия состояла из 3 паровых шхун и 7 паровых барказов, укомплектованных офицерами и нижними чинами от флота.
В 1893 году вошла в состав Отдельного корпуса пограничной стражи.
В 1897 году Балтийская таможенная крейсерская флотилия и органы управления ею были упразднены. Входившие в состав флотилии суда исключались из списка военного флота и передавались Министерству финансов.